# Mariinskij Posad
Mariinskij Posad (in russo Мариинский Посад?), è una città della Russia europea centrale, sul fiume Volga, capoluogo del Mariinsko-Posadskij rajon nella repubblica dei Ciuvasci.
Fino al 18 giugno 1856 si chiamo' Sundyr (in russo Сундырь?), poi assunse la denominazione attuale in onore di Maria Massimiliana d'Assia-Darmstadt, consorte di Alessandro II, all'epoca Zar di Russia.